# Paul Faber (Fußballspieler)
Paul Faber (* 3. April 1880; † 6. Mai 1939) war ein deutscher Fußballspieler und -funktionär. Bekannt war er vor allem als Vorsitzender des Verbandes Brandenburgischer Ballspielvereine.

## Karriere
Als aktiver Spieler gehörte Faber dem BTuFC Britannia 1892 als Abwehrspieler an, für den er in den vom Verband Berliner Ballspielvereine organisierten Meisterschaften Punktspiele bestritt.

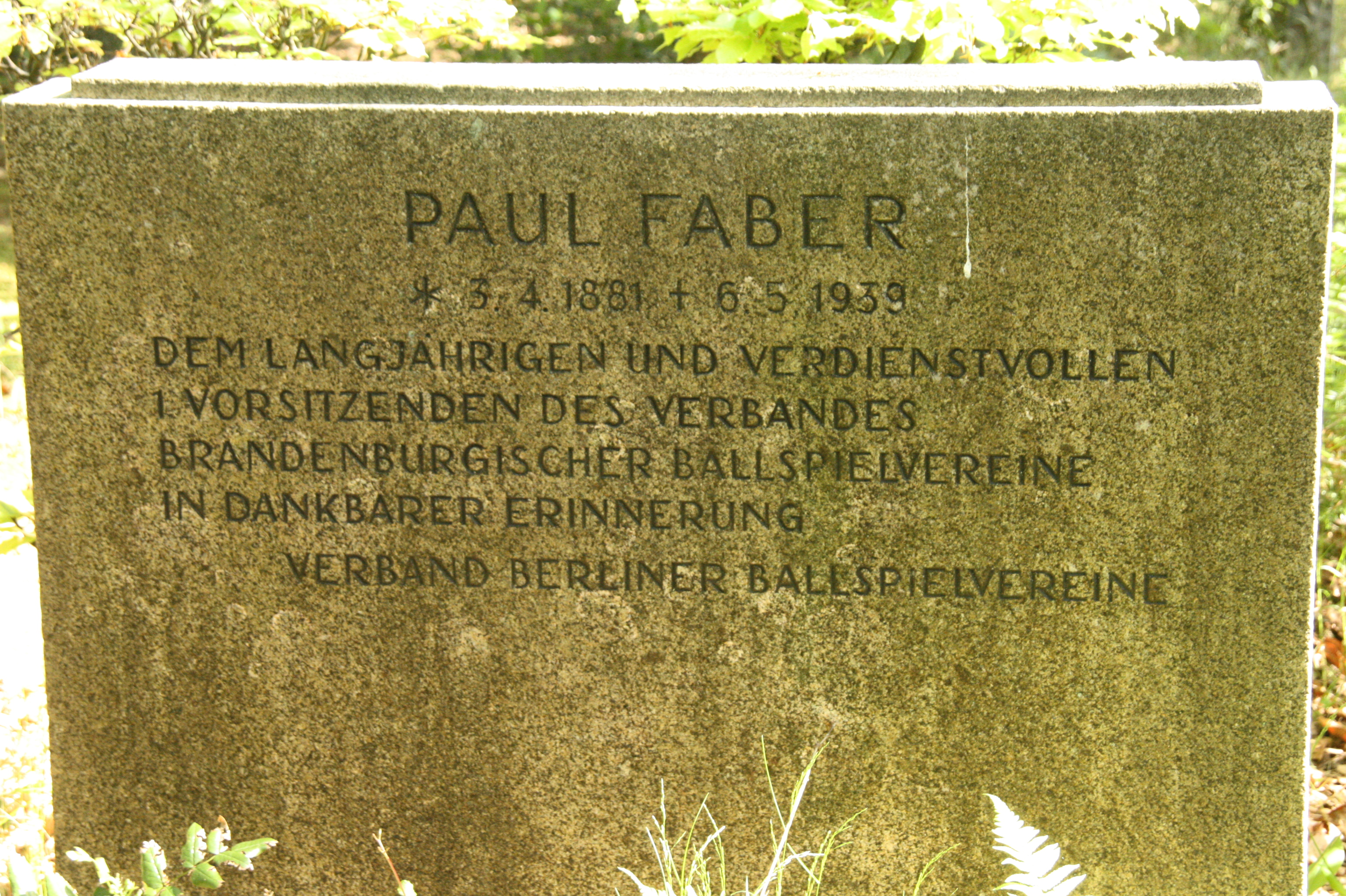
Grabstätte auf dem Südwestkirchhof Stahnsdorf (Zustand 2012)

Während seiner Vereinszugehörigkeit gewann er zweimal die Berliner Meisterschaft. Bei beiden Titelgewinnen setzte er sich mit seiner Mannschaft in einer acht Vereine starken Liga jeweils vor dem BTuFC Viktoria 89 durch. Beim ersten Mal lag sein Verein ungeschlagen und mit vier Punkten vor dem amtierenden Berliner Meister, beim zweiten Mal mit lediglich einem Punkt Vorsprung auf Platz eins.
Infolgedessen war seine Mannschaft auch zweimal in der Endrunde um die Deutsche Meisterschaft vertreten. Sein Debüt gab er am 10. Mai 1903 im Innenraum der Radrennbahn Friedenau in Berlin bei der 1:3-Viertelfinalniederlage gegen den späteren ersten Deutschen Meister VfB Leipzig.
An gleicher Stätte und ebenfalls im Viertelfinale bestritt er am 24. April 1904 sein zweites Endrundenspiel, das allerdings mit 6:1 gegen den Karlsruher FV gewonnen wurde. Bei diesem hohen Sieg unterlief nicht nur ihm mit dem Treffer zum 1:1 in der 30. Minute ein Eigentor, sondern auch dem Karlsruher Wilhelm Häfner mit dem Treffer zum 1:3 in der 49. Minute. Mit seinem dritten und letzten Endrundenspiel, das am 8. Mai 1904 beim Hamburger SC Germania von 1887 mit 3:1 gewonnen wurde, gelangte seine Mannschaft ins Finale.
Das am 29. Mai 1904 in Kassel vorgesehene Finale gegen den VfB Leipzig fand jedoch nicht statt. Der Karlsruher FV hatte beim DFB Protest gegen die Wertung dieser Meisterschaft eingelegt. Der DFB hatte die ausschreibungsgemäße Ansetzung der Endrundenspiele an neutralem Orte nicht eingehalten; daraufhin wurde am Vormittag das Endspiel abgesagt und die Meisterschaftsendrunde annulliert.
Paul Faber wurde auf dem Südwestkirchhof Stahnsdorf beigesetzt.

## Erfolge
- Berliner Meister 1903, 1904